# Mucize doktor
Mucize doktor (срп. Чудесни доктор) је турска телевизијска серија, која се снима од 2019.

## Сезоне
| Сезона | Сезона | Број епизода (н) / (и)    | Приказивање у Турској             |
| ------ | ------ | ------------------------- | --------------------------------- |
|        | 1      | 10+ / 30+ (1 — ) / (1 — ) | 12. септембар 2019 — још траје () |

## Ликови
- др Али Вефа (Танер Олмез) - Има двадесетак година. Помоћни је (асистент) хирург са аутизмом и савантизмом. Геније, али тешко остварује комуникацију. У детињству је имао зеца којег је волео и брата који га је штитио од свих. Његов отац га се одрекао и дао на усвајање јер је аутистичан. Али који је остао сам, ухватио се за живот захваљујући учитељу Адилу због којег је такође испунио обећање које је дао свом брату и завршио је медицински факултет као најбољи у генерацији. У болници где ради упознаје пријатељство, братство и љубав. Али ће себи пронаћи породицу и та велика приватна болница за њега постаје породица.

- др Ферман Ерјигит (Онур Туна) - Има тридесетак година. Он је хирург, звезда болнице. Учитељ Адил га је одгајио. Изгледа уображено, строго и динстанцирано, али заправо има тајну коју крије од свих. Увек потискује емоције професионално јер зна да код операција нема места за то, па има чврст став заправо због својих помоћника. Има успешну каријеру, у вези је са Белиз.

- др Назли Гуленгул (Синем Унсал) - Има 20 година, помоћни је хирург. Прва и велика Алијева љубав. Веома је угодна у комуникацији, осећајна и емпатична, па је веома често везана за људе. Назли је један од најперспективнијих студената болнице. Зависност је њена најосетљивија тема, за то нема толеранције. Због психолошких траума које је доживела у својој породици, тешко јој је да верује мушкарцима. Иако је лепа, паметна и племенита девојка, није никада имала везу јер се бојала да ће се разочарати, увек се штитила. Ферман је био први који је савладао њен оклоп, а најпре се дивила згодном и успешном хирургу, затим се лудо заљубила у њега. Није ни сама разумела како јој се то догодило, али откад зна за Ферманову везу са Белиз, доживљава своје осећање платонски.

## Улоге
| Глумац                 | Улога             | Епизода |
| ---------------------- | ----------------- | ------- |
| Танер Олмез            | др Али Вефа       | 1-64    |
| Онур Туна              | др Ферман Ерјигит | 1-64    |
| Синем Унсал            | др Назли Ѓуленѓул | 1-64    |
| Хазал Туресан          | Белиз Бојсал      | 1-64    |
| Реха Озџан             | др Адил Еринч     | 1-50    |
| Мурат Ајген            | др Танжу Корман   | 1-64    |
| Фират Алтунмеше        | др Демир Алдирмаз | 1-55    |
| Озѓе Оздер             | Кивилџим Бојсал   | 1-29    |
| Хајал Косеоглу         | Аџејла Дингин     | 1-64    |
| Бихтер Динчел          | Селви Устагил     | 1-64    |
| Корхан Хердуран        | Ѓунеш Јилмаз      | 1-45    |
| Мерве Булут            | Ѓулин Шеналп      | 1-64    |
| Адин Кулче             | Али Вефа (дечак)  | 1-64    |
| Берк Туна Токтамишоглу | Ахмет Вефа        | 1-64    |
| Џенан Чамјурду         | Хикмет Вефа       | 1-28    |
| Хулија Ајдин           | Ѓулџан Вефа       | 1-28    |

Хакан Курташ                       др Дорук Озутурк        29-64
Зерин Текиндор                   Вуслат Козоглу            46-64
Серкан Кескин                      др Мухсин Корунмаз   57-64
Дилек Косе                             Фатош Ерјигит              13-56
Едип Санер                              Исмет Ѓуленѓул            34-64
Ада Мина Кучук                      Суна Корман                 63-64
Еџем Симге Јурдатапан       Харика Туршуџузаде   63-64
Езги Асароглу                          Езо Козоглу                   40-54
Седа Бакан                               Ферда Еринч                  30-42
Мерве Диздар                          Дамла Кијак                  25-28